# 엘르
엘르(Elle)는 1945년에 창간된 프랑스의 패션 잡지이다. 피에르 라자레프와 그의 아내 헬렌 고든이 창간했다. 프랑스를 포함하여 세계 60개국에서 43판이 발행된다. 또한 세계 최대 규모의 패션 잡지라고 자칭한다. 잡지 이름 엘르는 프랑스어로 "그녀"를 의미한다.

## 역사
1945년 프랑스에서 피에르 라자레프와 그의 아내 헬렌 고든이 창간했다. 초기에는 지금처럼 패션 잡지라기보다는 정보 중심의 잡지에 가까웠으며, 진취적인 여성 주간지였다. 당시 "Si elle lit, elle lit Elle. (그녀가 뭔가를 읽는다면, 그건 바로 엘르다.)"라는 슬로건으로 유명했다.
1969년, 일본에서 최초로 해외판이 발행되었다. 1981년, 다니엘 필라피찌와 장 루크 라가데르가 아쉐트 미디어를 인수하였다. 1985년, 일본에 이어 미국과 영국에서도 발행되었다.

## 운영
엘르는 전세계에서 가장 많이 패션 잡지 중 하나이다. 프랑스를 포함하여 세계 60개국에서 43판이 발행된다. 프랑스 라가데르 그룹 산하에 있다. 주요 독자층은 18세~49세 여성이며, 전체 독자 중간 연령은 34세~35세이다. 미국, 영국판은 허스트 코퍼레이션에서 발행한다.